# تور إلياس هول
تور إلياس هول (بالنرويجية البوكمول: Tore Elias Hoel)‏ هو كاتب ومؤلف وشاعر نرويجي، ولد في 14 ديسمبر 1953 في هارستاد في النرويج.